# Kche Ťie
Kche Ťie (čínsky pchin-jinem Kē Jié, znaky zjednodušené 柯洁, tradiční 柯潔; * 2. srpna 1997) je čínský profesionální hráč go.

## Biografie
Kche Ťie se narodil v čínské městské prefektuře Li-šuej roku 1997. Hře go se začal věnovat v pěti letech a svůj první národní titul získal roku 2007.

## Kariéra
Profesionálním hráčem se stal roku 2008 a 9. dan získal v roce 2015.
V lednu 2015 Kche Ťie porazil Čchiou Ťüa v Bailing Cup a získal tak svůj první mezinárodní titul.
V prosinci 2015 porazil Š’ Jüea ve dvacátém Samsung Cup.
V lednu roku 2016 Kche Ťie zvítězil v druhém Mlily Cup po porážce korejského hráče Lee Sedola. Skóre během zápasu bylo 2-2 s tím, že Lee vyhrál první a čtvrtou hru a Kche druhou a třetí. Podle jihokorejských profesionálů komentujících poslední hru byl nečekaný výsledek dosažen pomocí půlbodových ko a čínského skórovacího systému. Pokud by se využil japonský skórovací systém, Lee by vyhrál o půl bodu, jelikož Kche byl ve vedení o 7 bodů, hrál s černými kameny proti 7,5 bodovému komi. Kche zahrál na dame pozici, aby ukončil ko a zvítězil v čínském skórování o půl bodu.
Kche Ťie je v současnosti podle neoficiálního světového Elo žebříčku dvojka mezi profesionálními hráči go.  2. prosince 2017 ztratil po cca 4 letech své prvenství když vzdal partii  s hráčem Jiang Weijie, přičemž ve stejné době světová dvojka korejského původu Park Junghwan porazil čínského profesionála Fan Yunruo a ve zmiňovaného žebříčku stanul na prvním místě.